# Пакер, Керри
Керри Фрэнсис Баллмор Пакер (англ. Kerry Francis Bullmore Packer; ) — австралийский медиамагнат и миллиардер. Компаньон ордена Австралии. Был владельцем контрольного пакета акций компаний Nine Network и Australian Consolidated Press. Основатель Мировой серии по крикету.
Состояние Пакера оценивалось в 6,5 миллиардов австралийских долларов. Он входил в ТОП-100 богатейших людей мира по версии Forbes и считался самым богатым австралийцем начала 2000-х годов.

## Биография
Керри Фрэнсис Баллмор Пакер родился 17 декабря 1937 года в Сиднее. Его отцом был сэр Фрэнк Пакер, владелец «Nine Network» и Australian Consolidated Press. Его мать, Гретель Булмор, была дочерью Герберта Баллмора, шотландского игрока в регби.
После смерти отца в 1974 году, семейное имущество, оцениваемое в 100 миллионов австралийских долларов, перешло во владение Керри.

## Карьера
Получив в наследство семейный медиа-бизнес, Керри продолжил развивать компании Nine Network и Australian Consolidated Press, в конечном счёте, объединив их в Publishing and Broadcasting Limited (PBL).
Пакер был человеком, который в начале 1970-х годов первым стал развивать телетрансляции соревнований по крикету, повысив интерес к данному виду спорта. Также он стал основателем Мировой серии по крикету (World Series Cricket).
Империя Пакера включала в себя журналы и телевизионные сети, телекоммуникации, нефтехимию, тяжелое машиностроение, 75 % долю в горнолыжном курорте Perisher Blue, разведку алмазов, добычу угля, долю в сети кабельного телевидения Foxtel и инвестиции в казино в Австралии и за её пределами.

## Хобби
Пакер очень любил азартные игры. Известно множество случаев его многомиллионных выигрышей и проигрышей в казино Лондона и Лас-Вегаса. Однако Пакер был не только игроком в казино, ему также принадлежали казино в Мельбурне и сеть игорных заведений в Макао.
Также Пакер был увлечённым игроком в поло. В 1992 году он создал команду «Ellerstina», которая в дальнейшем завоевала несколько титулов на открытом чемпионате Аргентины и других турнирах.

## Личная жизнь
Керри был женат на Рослин Уидон, с которой прожил 42 года. У них двое детей: дочь Гретель (род. 1966) и сын Джеймс (род. 1967).

## Смерть
С детства Керри отличался слабым здоровьем, которое часто беспокоило его в последние годы жизни. Ему пересаживали почку, он перенес клиническую смерть и четыре инфаркта.
26 декабря 2005 года он умер в возрасте 68 лет.
После смерти Пакера его сын Джеймс основал в честь отца фонд The Kerry Packer Foundation. Организация помогает игрокам в крикет, получившим травмы.

## В массовой культуре
В 2011 году вышел австралийский мини-телесериал «Короли глянца: Рождение „Клео“», где роль Пакера сыграл Роб Карлтон.
В 2012 году вышел австралийский мини-телесериал «Как же так: Война Керри Пакера», в центре сюжета которого создание Мировой серии по крикету. Роль Пакера исполнил Лейчи Халм.
В 2013 году вышли мини-сериалы «Короли глянца: Войны журналов» и «Большая игра: Пакер против Мёрдока», в которых роли Пакера сыграли Роб Карлтон и Лейчи Халм соответственно.